# Bandera de Bhutan
La bandera de Bhutan es divideix en diagonal des de la punta inferior del costat del pal fins a la punta superior del costat contrari, formant dos triangles rectangles, sent el superior de color groc i l'inferior de color taronja. Centrat al llarg de la línia divisòria s'hi sobreposa un drac de color blanc i negre mirant cap a l'exterior de la bandera i que sosté unes joies entre les seves urpes.
La bandera està basada en la tradició del llinatge Drukpa del budisme tibetà i compta amb el Druk o drac del tro de la mitologia bhutanesa com a element principal. El triangle superior representa la bufanda groga que vesteix el Druk Gyalpo, que al seu torn representa l'ésser de Sa Majestat, el Rei. La porció taronja es troba a la part inferior de la bandera i representa la bufanda de color taronja que porta el Je Khenpo, el cap religiós del país, així com el poder espiritual i la pràctica al país del budisme Mahayana. Mentre que les joies del drac representen l'abundància.

## Disseny
L'actual disseny, utilitzat des del 1969, fou creat per la Rani Mayum Chonying Wangmo Dorji, besàvia de l'actual sobirà del país, Jigme Khesar Namgyal Wangchuck.
Els colors de la bandera s'especifiquen en aquest tres sistemes diferents:
- Model de color Pantone: Groc (116), Taronja (165), Blanc
- Model de color CMYK: Groc (0.15.94.0), Taronja (0.60.100.0), Blanc (0.0.0.0)
- Model de color RGB: Groc (#FFCC33), Taronja (#FF4E12), Blanc (#FFFFFF)

L'Assemblea Nacional va resoldre que les dimensions de la bandera nacional han de mantenir una relació 3:2, declarant com a bones també aquest seguit de mides:
- 21 × 14 peus (ft) (6,4 × 4,3 m)
- 12 × 8 peus (ft) (3,7 × 2,4 m)
- 6 × 4 peus (ft) (1,8 × 1,2 m)
- 3 × 2 peus (ft) (0,9 × 0,6 m)
- 9 x 6 polzades (in) (23 × 15 cm), mida utilitzada per la bandera dels cotxes oficials.

## Evolució històrica
El Centre d'Estudis Bhutanesos, un centre d'investigació independent del Bhutan, va publicar el 2002 un document basat en gran manera en testimonis de primera mà recollits a través d'entrevistes a personatges involucrats personalment en la creació i modificació de la bandera de Bhutan a partir de la dècada de 1940 i fins al disseny actual. Aquest document és per tant una font molt important sobre la història de la bandera, encara que en la descripció del disseny de 1949 divergeix de les imatges que se'n tenen pel que és difícil interpretar algunes de les afirmacions que s'hi fan.

### Primera versió de 1949

Reconstrucció del disseny utilitzat el 1949 durant la signatura de l'acord Índia-Bhutan.

El document del Cercle d'Estudis Bhutanesos afirma que la primera bandera nacional va ser dissenyada a petició de Jigme Wangchuck, el segon Druk Gyalpo del regne de Bhutan del segle xx, i fou introduïda el 1949 durant la signatura del Tractat entre l'Índia i Bhutan. Mentre que el document no proporciona una il·lustració del disseny original, fotografies en blanc i negre preses durant aquest esdeveniment històric proporcionen una imatge d'aquesta bandera durant la cerimònia.
El disseny de la bandera s'atribueix a Mayeum Choying Wongmo Dorji el 1947. Lharip Taw Taw, un dels pocs pintors disponibles per a la cort reial en aquell moment, es diu que va brodar la bandera. El Druk era de color verd turquesa, d'acord amb les referències tradicionals i religioses a yu Druk ngonm (Dzongkha: གཡུ་ རབྲུག་ སྡོནམ). En l'actualitat, una reproducció moderna d'aquest original (amb diversos canvis importants influenciats per la bandera moderna) apareix darrere del tron al Saló de l'Assemblea Nacional a Thimphu.
D'acord amb el document, aquest primer disseny era una bandera quadrada bicolor dividida en diagonal des de la cantonada inferior del costat del pal fins a la cantonada superior oposada. El camp groc ocupava el triangle superior i el camp vermell l'inferior. Al centre de la bandera, en la convergència dels dos camps, s'hi ubicava un Druk verd, que es troba encarat cap al pal, horitzontal i tallant perpendicularment la divisòria dels dos triangles. NO obstant, el document no il·lustra aquesta primer disseny i la seva descripció no coincideix del tot amb les fotografies que perduren del 1949. Es descriu la bandera com quadrada, però en les imatges aquesta proporció és més semblant a 4:5. El drac es descriu en posició horitzontal mentre que a les fotografies sembla tenir una inclinació lleugerament ascendent. També es descriu de color verd, però a les imatges sembla un color molt pàl·lid.
Fins a 1970 diversos llibres occidentals sobre banderes mostren la bandera de Bhutan molt semblant a les imatges de 1949.

### Segona versió de 1956
La segona versió de la bandera nacional va ser desenvolupada el 1956 arran de la visita del tercer Druk Gyalpo Jigme Dorji Wangchuk al Bhutan oriental. Durant el viatge, la comitiva del sobirà va començar a usar banderes amb un nou disseny basat en una fotografia de la primera bandera nacional de 1949, amb el color del drac canviat de verd a blanc. El comboi estava format per més de cent ponis. Un de cada deu dels quals portava una petita versió de la bandera a la sella, i una gran bandera d'aproximadament 6 peus quadrats onejava al campament.

### Versió posterior
A partir de finals de 1950, Dasho Shingkhar Lam, exsecretari de Jigme Dorji Wangchuck i sisè president de l'Assemblea Nacional (1971-1974), va ser sol·licitat pel sobirà per fer diverses modificacions a la bandera; sent-ne el responsable del seu disseny actual, que s'ha mantingut sense canvis des de 1969. Les mesures estàndard de la bandera van ser alterades a partir de llavors per assemblar-se a la bandera de l'Índia, sent de 9 per 6 peus.
En un altre canvi, el drac, que anteriorment havia estat col·locat en una posició més o menys horitzontal en el centre de la bandera, és reposicionat al llarg de la línia diagonal que separa els dos colors de fons. Aquest canvi va tractar d'evitar que el drac "s'encarés cap a terra" quan la bandera penjava inert. L'artista bhutanès Kilkhor Lopen Jada va dibuixar un nou disseny del Druk en què les corbes del cos del drac es van suavitzar per crear una forma una mica més llarga i ondulada.
Aquesta nova versió de bandera va onejar a l'exterior per primera cop el 1961 durant una visita del cap d'Estat Jigme Dorji Wangchuck a l'Índia.